# Laserlassen
Laserlassen is een lastechniek waarbij een verbinding wordt gerealiseerd door materialen met elkaar te versmelten door verhitting met een coherente bundel licht.

## Kenmerken
Deze lastechniek wordt gerekend tot de categorie 'bundellassen', waarbij de energie voor het lassen aan het werkstuk wordt toegevoegd door middel van een zeer krachtige infrarood laserstraal.
Met deze techniek kunnen vele metalen aan elkaar gelast worden, zoals staal, RVS, aluminium en koper. Omdat het een niet-elektrische methode is, kan de techniek ook gebruikt worden voor het lassen van niet-geleidende materialen zoals kunststoffen en glas.
Het verschil met elektronenbundellassen, een andere bundellastechniek, is dat voor laserlassen geen vacuüm nodig is. Een nadeel is wel de veel lagere efficiëntie, onder andere vanwege verliezen door reflectie.

## Proces
De laserstraal wordt opgewekt in een laserbron, waar deze door een glasvezelkabel of een stelsel van spiegels of prisma's naar de robot of CNC-machine geleid wordt. Daar komt deze in een (watergekoelde) optiek, waarmee de programmeur het brandpunt van de straal kan instellen, afhankelijk van het te bewerken stuk.
Bij optimale focussering en daardoor optredende maximale inbranding kunnen doorlassingen en streeplassen (vervanger van puntlassen) gemaakt worden.
Voor een 2 mm dikke plaat staal waarbij gebruik wordt gemaakt van een 6 kW koolstofdioxidelaser kan de lassnelheid oplopen tot zo'n 5 meter per minuut. Bij laserlassen ontstaat - indien het plaatmateriaal betreft - een gaatje dat meeloopt met de laser en zich continu sluit achter de spot. Deze manier van lassen wordt 'keyholelassen' genoemd.
Industriële lasers hebben doorgaans een uitgaand vermogen - in de vorm van infrarood licht - dat ligt tussen de 0,4 en 10 kilowatt. Dit vermogen wordt via optiek (lenzen of spiegels) gefocusseerd tot een laserspot van ongeveer een halve millimeter doorsnee. De energiedichtheid is zo hoog dat dit proces uitstekend geschikt is om grote penetratiedieptes te bereiken en toch zeer hoge voortloopsnelheden te behalen. De warmte-inbreng is desondanks zo gering dat een product vrijwel direct zo vast te pakken is.
De meest toegepaste lasers zijn CO2-lasers, waarbij het 'lasing medium' bestaat uit een mengsel van gassen, waaronder CO2. De golflengte bedraagt 10,6 µm: middel-infrarood.
Een andere veel toegepaste laser is de Nd:YAG-laser, dit is een laser gebaseerd op een Yttrium-Aluminium-Granaat kristal. Het kristal kan met verschillende scheikundige elementen gedoteerd worden: de lasers worden genoemd naar het gebruikte element. Doteren wil zeggen dat typisch 1% van de Yttrium atomen vervangen worden door een ander atoom b.v. Neodymium. De golflengte bedraagt 1064 nm: nabij infrarood. Het voordeel van de Nd:YAG-laser is de flexibiliteit doordat de laserstraal door een glasfiber kan worden geleid en zo gemakkelijk op een robot kan worden geplaatst. Bij een CO2-laser moet het gaan door een stelsel van straalbuizen waarbij elke afbuiging van de straal moet worden bewerkstelligd door een koperen watergekoelde spiegel. Per kW is een CO2-laser echter goedkoper en de maximaal verkrijgbare vermogens zijn ook hoger.

## Toepassingen
Het is een lasproces dat vooral wordt toegepast in de automobielindustrie, maar het wordt bv. ook gebruikt voor de productie van buizen. Behalve naadlassen komt in de industrie puntlassen met lasers veelvuldig voor, zoals bij de vervaardiging van veren, bimetalen, transformatoren, spoelkernen, halfgeleiders. Dit gebeurt vrijwel uitsluitend met Nd:YAG-lasers, meestal over glasvezel.
De CO2-laser wordt het meest gebruikt voor het lassen of snijden van staal. De Nd:YAG-laser kan worden gebruikt voor zowel staal als aluminium.
De nieuwste ontwikkeling op het gebied van lasers zijn zogenaamde disklasers, waarbij het lasing medium in de vorm van een schijf is gemaakt zodat deze door opwarming minder wordt beïnvloed. Een andere ontwikkeling is de 'fiberlaser', die in theorie een willekeurig hoog vermogen kan halen door het serieel schakelen van losse units. Bovendien ligt de straalkwaliteit in dit geval hoger en is de behuizing kleiner.

## Voor- en nadelen

### Voordelen
- De techniek leent zich uitstekend voor werken met lasrobots.
- Ondanks de hoge energiedichtheid kan toch met een relatief lage warmte-inbreng wordt gelast. Dat komt doordat de las zeer smal is en er door de hoge energiedichtheid zeer snel gelast wordt.
- Door de lage en zeer kortdurende warmte-inbreng is de warmte-beïnvloede zone erg klein en ook wordt veel minder spanning in het werkstuk gebracht, waardoor weinig vervorming optreedt na het lassen.
- Laserlassen maakt het mogelijk te werken met zeer dun plaatmateriaal.
- Snijden en lassen kunnen ook gecombineerd worden, zelfs met dezelfde laser.
- Er kunnen ook niet-metalen gelast worden.

### Nadelen
- Een laserlasmachine is duur.
- Vanwege de gebruikte straling, die voor een belangrijk deel (80-90%) reflecteert op het te lassen oppervlak, zijn adequate maatregelen nodig om letsel (ogen en brandwonden) te voorkomen.

## Onderzoek
Er wordt veel onderzoek naar laserlassen verricht bij Tata steel Research development and technology in IJmuiden (het voormalige Corus / Hoogovens), het LAC (Laser Applicatie Centrum in Enschede) en aan de universiteiten van Twente en Delft.